# HD 15220
HD 15220，又名BD-20 455，SAO 167795、HR 713，是一颗恒星，视星等为5.88，位于銀經200.01，銀緯-67.12，其B1900.0坐标为赤經2h 21m 56.3s，赤緯-20° -67.12′ 44″。